# Neoantistea
Neoantistea is een geslacht van spinnen uit de  familie van de Hahniidae (kamstaartjes).

## Soorten
- Neoantistea agilis (Keyserling, 1887)
- Neoantistea alachua Gertsch, 1946
- Neoantistea caporiaccoi Brignoli, 1976
- Neoantistea coconino Chamberlin & Ivie, 1942
- Neoantistea crandalli Gertsch, 1946
- Neoantistea gosiuta Gertsch, 1934
- Neoantistea hidalgoensis Opell & Beatty, 1976
- Neoantistea inaffecta Opell & Beatty, 1976
- Neoantistea jacalana Gertsch, 1946
- Neoantistea janetscheki Brignoli, 1976
- Neoantistea kaisaisa Barrion & Litsinger, 1995
- Neoantistea lyrica Opell & Beatty, 1976
- Neoantistea magna (Keyserling, 1887)
- Neoantistea maxima (Caporiacco, 1935)
- Neoantistea mulaiki Gertsch, 1946
- Neoantistea oklahomensis Opell & Beatty, 1976
- Neoantistea procteri Gertsch, 1946
- Neoantistea pueblensis Opell & Beatty, 1976
- Neoantistea quelpartensis Paik, 1958
- Neoantistea riparia (Keyserling, 1887)
- Neoantistea santana Chamberlin & Ivie, 1942
- Neoantistea spica Opell & Beatty, 1976
- Neoantistea unifistula Opell & Beatty, 1976